# Svante Schöblom
Svante Schöblom (* 1942) ist ein schwedischer Möbeldesigner und Vertreter des Skandinavischen Designs.

## Leben
Schöblom studierte in den 1960er Jahren an der Stockholmer Kunsthochschule Konstfack unter anderem Industrielle Kunst, Möbel und Innenarchitektur. Danach arbeitete er als Designer und Produktentwickler bei der Möbelfirma Overman in Tranås, die für die Verwendung innovativer Materialien und Herstellungsmethoden bekannt war.
Für sie entwarf Schöblom unter anderem Sitzmöbel mit Lounge-Chair-Charakter im Stil des Mid-century modern. Zahlreiche seiner anderen Arbeiten setzten sich aus einer Unterkonstruktion (oft aus dünnen verchromten Metallkomponenten) und einem aufliegenden, einfarbigen Sitzkörper aus Spritzguss zusammen, der  flexibel und vielfach auch stapelbar sein konnte (so auch der für IKEA entworfene Stuhl Snille). Gepolsterte Sitzflächen trugen häufig eine mit dem Plasitikkörper des Sitzmöbels kontrastierende Farbe. Entwürfe ohne Metallunterkonstruktion zielten in den 1970er Jahren mit auffälliger Farbgebung eigens auf Teenager ab und wurden weltweit verkauft.